# Die Superhelden
Die Superhelden ist eine Kinderbuchreihe der Autorin Sylvia Heinlein, die seit 2009 mit Illustrationen von Sabine Wiemers veröffentlicht wird. Die ersten beiden Bände wurden 2015 als „Comic-Lesung“ adaptiert.

## Hauptfiguren
Im Zentrum der einzelnen Geschichten stehen die Freunde Wolle, Micki und Jonny sowie deren liebste Superhelden Gigaman, Starman und Geckogirl. Die Superhelden fristen in einem Hinterzimmer eines Zeitschriftenhandels ein langweiliges Dasein und bekommen durch die drei Freunde neue Aufgaben.

## Rezeption
Katharina Mahrenholtz lobte für den NDR die Reihe Tulipan ABC, in der die Bücher erscheinen, als hochwertig sowie ausgezeichnet und beschrieb den ersten Band Die Sache mit den Superhelden als ziemlich abgedrehte Geschichte. Ursula Kahi hob in ihrer Rezension für das Schweizerische Institut für Kinder- und Jugendmedien die frische Sprache und die herrlich frechen Illustrationen hervor. Brigitte Hölzle nannte den Band in ihrer Besprechung für den Borromäusverein ein außergewöhnliches, gelungenes und spannendes Erstleserbuch.

## Bände
- Die Sache mit den Superhelden. Tulipan, Berlin 2009. ISBN 978-3-939944-37-9
- Die Superhelden und der blaue Honk. Tulipan, Berlin 2014. ISBN 978-3-86429-191-3
- Die Superhelden und die wilden Winzlinge. Tulipan, Berlin 2015. ISBN 978-3-86429-235-4

## Hörbuch
- Die Superhelden und der Klub der Besten. Headroom, Köln 2015. ISBN 978-3-942175-50-0